# Факультет истории Оксфордского университета
Факультет истории Оксфордского университета  организует преподавание и исследования по истории Нового времени. Средневековая и новая история преподаётся в Оксфорде дольше, чем в любом другом университете, а первый королевский профессор по современной истории был избран в 1724 году. Факультет является частью отделения гуманитарных наук.

## Исследовательские группы
- Группа Великобритании и Европы
- Центр ранней новой истории Британии и Ирландии
- Центр по истории детства
- Исследования поздней античности и Византии
- Научно-исследовательский центр новой европейской истории
- Оксфордский центр по исследованию истории Соединённых Штатов
- Оксфордский центр средневековой истории
- Научно-исследовательский кластер по истории науки, медицины и техники

## Известные сотрудники
| - Мартин Биддл - Джон Блэр - Лоуренс Броклисс - Джудит М. Браун - Аверил Кэмерон - Ричард Каводейн - Томас Чарльз-Эдвардс - Барри Каннлиф - Норман Дэвис - Роберт Джон Уэстон Эванс - Р. Ф. Фостер - Тимоти Гартон Эш - Роберт Гильди - Брайан Харрисон - Питер Харрисон - Робин Келли - Мартин Кемп | - Алан Найт - Пол Лангфорд - Сэр Колин Лукас - Диэмейд Мак-Каллок - Маргарет Макмиллан - Генри Майр-Хартинг - Авнер Оффер - Фрэнсис Робинсон - Линдал Ропер - Джордж Руссо - Роберт Сервис - Ричард Шарп - Пол Слак - Сэр Хью Страчан - Сэр Кейт Томас - Кристофер Уикхем - Блэр Уорден |

## Знаменитые выпускники
| - Клемент Эттли, премьер-министр Соединённого Королевства - Мэтью Д’ Анкона, бывший редактор The Spectator - Норман Дэвис, британский историк - Нил Фергюсон, историк - Доминик Грив, генеральный прокурор Великобритании - Джон Гортон, австралийский премьер-министр - Грэм Грин, писатель - Харальд V, король Норвегии - Томас Лоуренс | - Джордж Осборн, канцлер казначейства Великобритании - Майкл Пейлин - Лестер Пирсон, премьер-министр Канады - Джон Редвуд, бывший государственный секретарь Уэльса - Ивлин Во, писатель - Эндрю Ллойд Уэббер, композитор - Эрик Уильямс, премьер-министр Тринидада и Тобаго - Гарольд Вильсон, премьер-министр Великобритании |